# Raión de Drabiv
Drábiv (en ucraniano: Дра́бівський райо́н) es un raión o distrito de Ucrania en el óblast de Cherkasy. 
Comprende una superficie de 1161 km².
La capital es la ciudad de Drábiv.

## Demografía
Según estimación 2010 contaba con una población total de 37948 habitantes.

## Otros datos
El código KOATUU es 7120600000. El código postal 19800 y el prefijo telefónico +380 4738.